# 錦原君
锦原孝文君李岭（1513年—1562年），字仰止。朝鲜中宗李怿三子，母熙嫔洪氏。1513年出生，1520年封为锦原君。1562年锦原君薨逝，年四十九。谥号孝文。以河陵君李鏻为继子。
波澄郡夫人郑氏（1513-1560）忠勋都事郑承休的女儿。逝世，年四十七。